# Electric Castle
Electric Castle este un festival de muzică din România, care se desfășoară în fiecare an la Castelul Bánffy din comuna Bonțida, județul Cluj. Festivalul îmbină în lineup zone muzicale variate cum ar fi rock, reggae, hip hop, trap, muzică electronică sau indie cu tehnologia, cu arta alternativă, arta stradală și cultura.
Ediția cu numărul șapte, a adus festivalului premiul de Best Medium Sized Festival la European Festival Awards, categorie la care Electric Castle a fost nominalizat în fiecare an. În edițiile anterioare festivalul a avut pe scenă nume precum Florence + the Machine, Thirty Seconds to Mars, The Prodigy, Macklemore, Iggy Pop, Skrillex, Deadmau5, Alt-J, Franz Ferdinand, Bring Me the Horizon, Sigur Ros, Bastille, Rudimental, Thievery Corporation, Die Antwoord, Jessie J, Limp Bizkit, Twenty One Pilots, Gorillaz, Sean Paul și mulți alții.

## Ediții

### 2013
Prima ediție a festivalului a avut loc între 19 și 22 iunie 2013. Peste 32.000 de oameni au fost pe Domeniul Castelului în cele 3 zile de festival, iar pe cele 4 scene au evoluat peste 90 de artiști. 
Lineup-ul ediției 2013: Morcheeba, Pendulum DJ Set, Feed Me, James Zabiela, Fritz Kalkbrenner, Dope DOD, Dub Pistols, Stanton Warriors, A Skillz, Krafty Kuts, Wankelmut, Telepopmusik și mulți alții.

### 2014

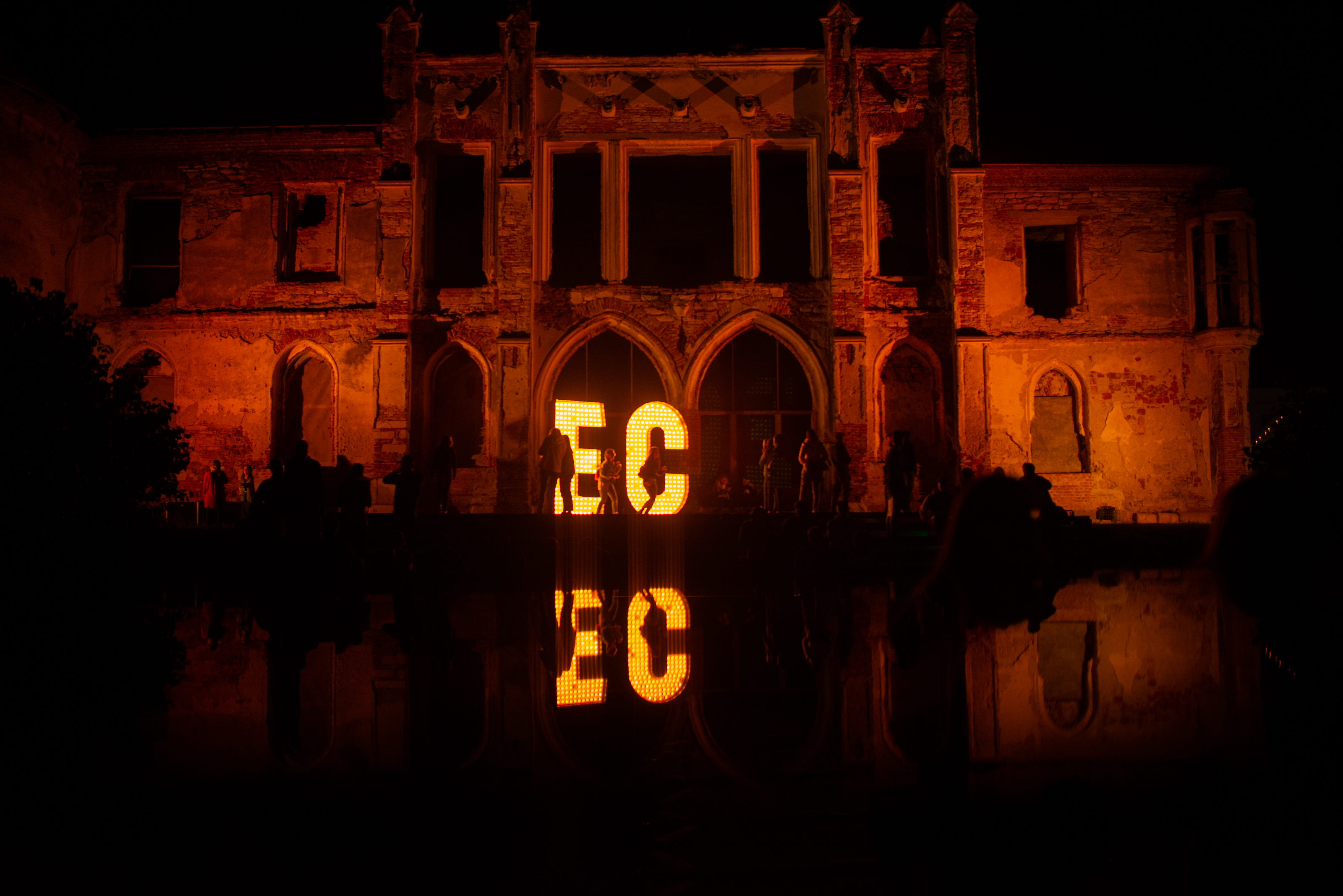
Semnul EC în fața Castelului Banffy

A doua ediție a Electric Castle a avut loc între 19 și 22 iunie 2014 cu motto-ul “Bigger, Stronger, Better” (Mai mare, mai puternic, mai bun). Organizatorii au extins festivalul la 4 zile și au mărit numărul scenelor la 5. Au fost 79.000 de participanți în cele 4 zile de festival, Electric Castle devenind astfel cel mai mare festival din istoria României de până atunci.
Lineup-ul ediției 2014: Die Antwoord, Thievery Corporation, Bonobo, Dub FX, DJ Fresh, Gramatik, Chris Liebing, Kraak and Smaak, Wilkinson, Foreign Beggars, Delta Heavy, Oliver Koletzki, Dub Pistols, Akua Naru, DJ EZ, Suie Paparude, Notes and Ties Orchestra, The Correspondents, Adam Freeland, Fred V & Grafix, Gramophonedzie și mulți alții.

### 2015
A treia ediție a Electric Castle a avut loc între 25 și 28 iunie 2015. A avut o audiență de 97.000 de persoane in cele 4 zile de fesitval, 6 scene și peste 150 de artiști. Aria festivalului a fost extinsă la 10.000 de metri pătrați.
Lineup-ul ediției 2015: The Prodigy, Rudimental, Fatboy Slim, The Parov Stelar Band, The Cat Empire, The Glitch Mob, Maya Jane Coles, Sub Focus, Sigma. Netsky Live, The Subways, Nouvelle Vague, Roni Size Reprazent și mulți alții.

### 2016
A patra ediție a festivalului a avut loc între 14 și 17 iulie 2016. Peste 120.000 de persoane au fost prezente în cele 4 zile de festival. 
Lineup-ul ediției 2016: Skrillex, Bring Me the Horizon, Sigur Rós, Bastille, Paul Kalkbrenner, Gorgon City, Enter Shikari, Rusko, Flux Pavilion, Dilated Peoples, Camo & Krooked, Pan-Pot, Art Department si mulți alții.

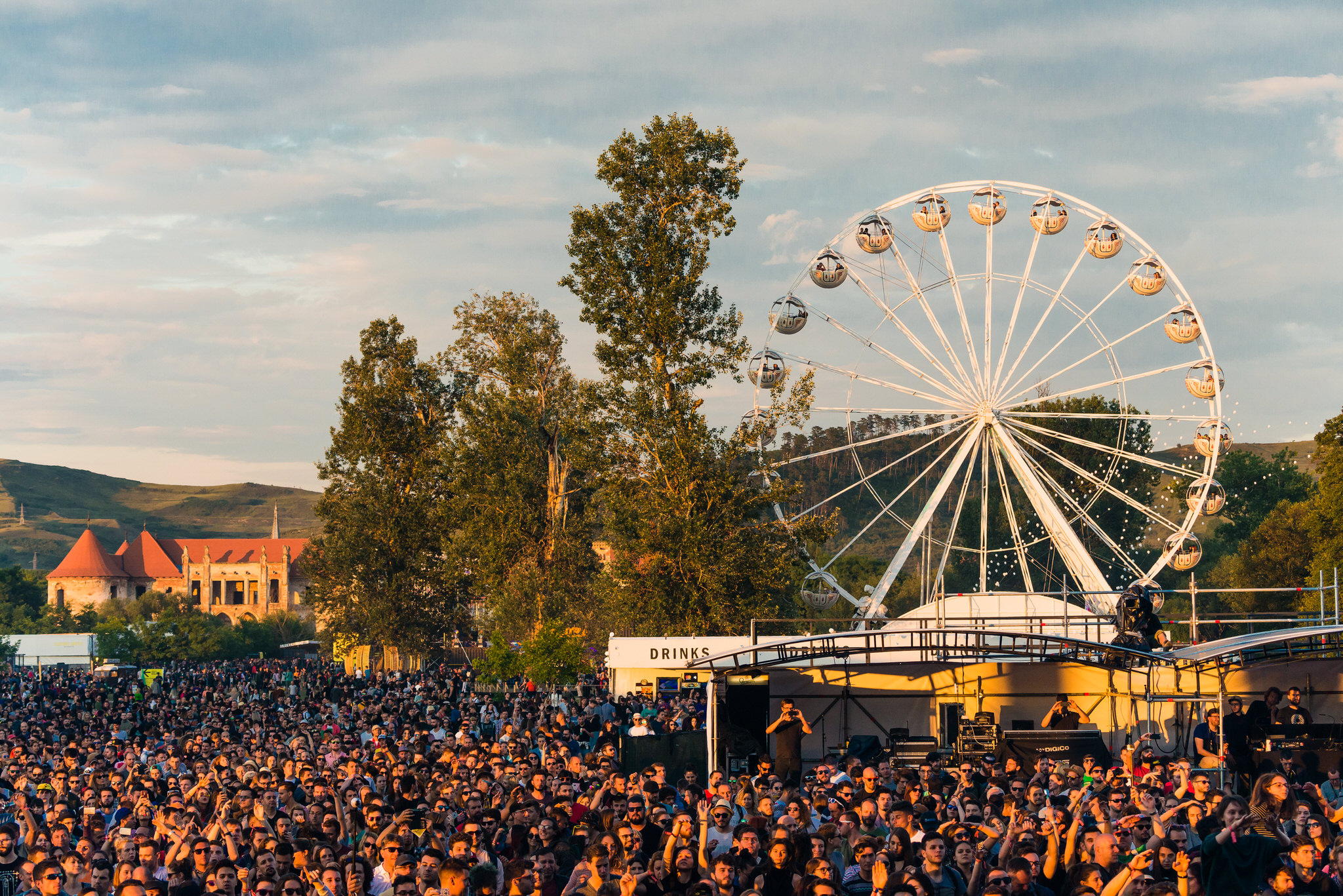
Electric Castle 2017 - Vedere înspre mulțime

### 2017
A cincea ediție a festivalului Electric Castle a avut loc între 12 și 16 iulie 2017, cu motto-ul „The most spectacular EC yet” (Cel mai spectaculos Electric Castle de până acum) și a fost cea mai mare ediție a festivalului de până atunci, cu peste 171.000 de vizitatori în timpul celor 5 zile de festival.
Lineup-ul ediției 2017: Deadmau5, Franz Ferdinand, Zedd, Alt-J, Paul van Dyk, Moderat, Nero și mulți alții.

### 2018
Cea de-a șasea ediție a festivalului (EC6) a avut loc între 18 și 22 iulie 2018. Sub motto-ul „Meet Me at the Castle”, EC6 a continuat tendința de expansiune a festivalului cu o creștere de 30% a spațiului de desfășurare a festivalului și structuri acoperite pentru mai mult de 25.000 de oameni.
Lineup-ul ediției 2018: Damian Marley, Jessie J, Mura Masa, Richie Hawtin, Groove Armada, San Holo, Wolf Alice, Subcarpați, Little Big, Kensington, Alison Wonderland, Little Boots și mulți alții.
În 2018, în ziua 1 de festival a fost organizat primul Elrow Party din România și primul takeover al unei scene de festival de către un concept de petreceri drum and bass - Hospitality Night (Hospital Records).

### 2019

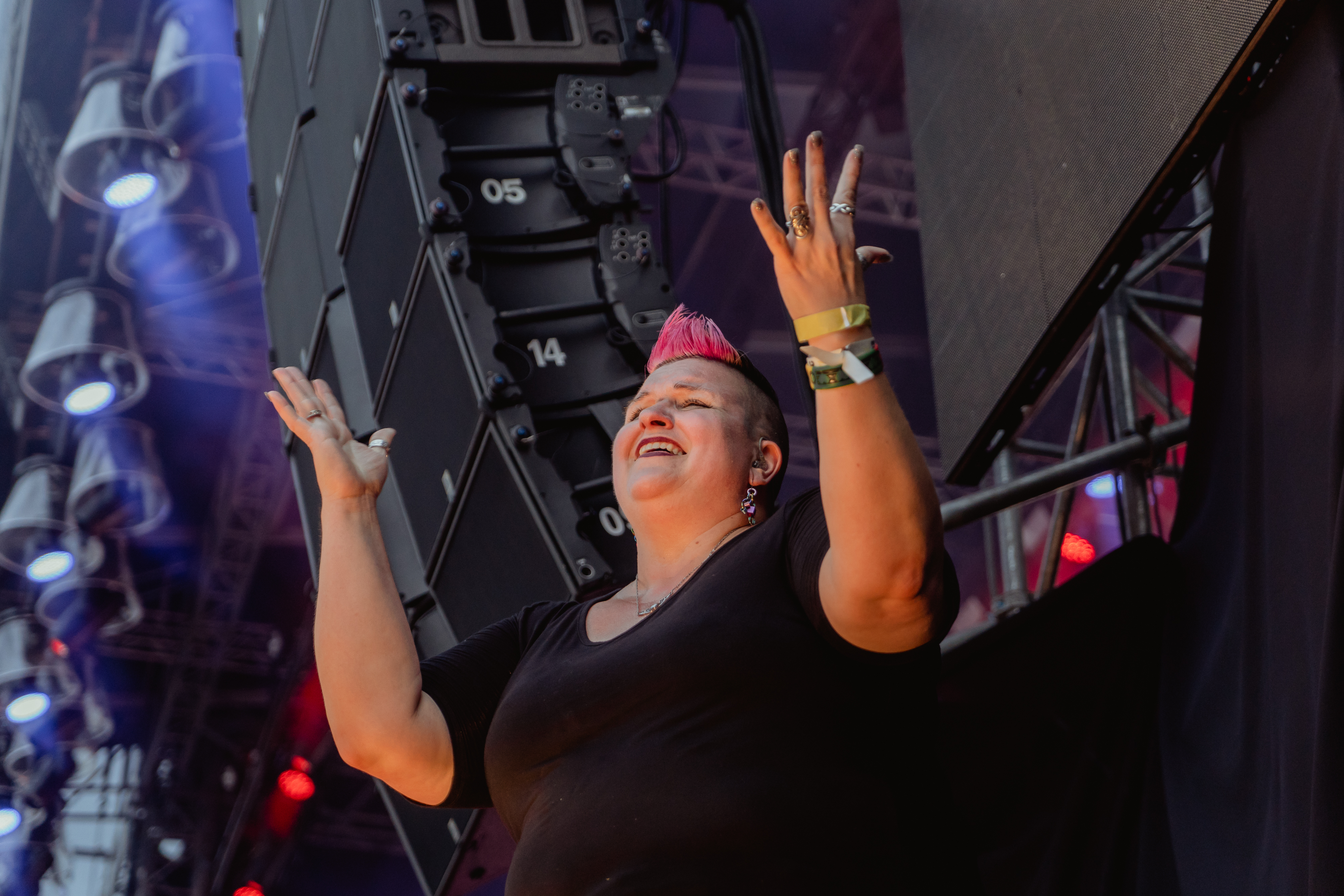
Amber Galloway Gallego interpretând principalele concerte din Electric Castle 2019 în limbajul semnelor pentru cei cu deficiențe de auz.

Cea de-a șaptea ediție a Electric Castle (EC7) a avut loc între 17-21 iulie. Desfășurat sub sloganul "All things hidden/All things beautiful", EC7 s-a folosit de contrastele pe care cel care merge la festival le vede pe timpul zilei și al nopții. În acest an a fost organizat pentru prima oară și New Media Castle, o galerie de artă la care au participat diverși artiști vizuali, care a avut loc în interiorul castelului și clădirile alăturate. 
Lineup-ul ediției 2019: Florence + The Machine, Thirty Seconds to Mars, Limp Bizkit, Bring Me the Horizon, CHVRCHES, Sofi Tukker, Metric, The Vaccines, Zeds Dead, Zomboy, Jauz, Sigma, Infected Mushroom, Polo&Pan și mulți alții.
Accesibilitatea pentru cei cu deficiențe de auz
Electric Castle 2019 este primul festival din România care a adus translatori în limbajul semnelor pentru cei cu deficiențe de auz, cu ajutorul lui Amber Galloway Gallego și al echipei sale. Interpreții limbajului semnelor au fost poziționați pe o platformă ridicată în dreapta Main Stage și au tradus cele mai importante concerte.

### 2020
Pandemia COVID-19 a cauzat Încetarea tuturor activităților în spații publice sau aglomerate în România în 2020.

### 2021
Electric Castle a anunțat o ediție specială a festivalului, întitulând-o generic EC Special. Această ediție a fost prima susținută în 3 locații diferite. Terenul din Bonțida a rămas în arealul festivalului, însă pentru a evita aglomerațiile, locația Piață Unirii (Unirii Stage) și locația City au fost introduse în program.
Fiecare dintre scene a fost acoperită de un număr pestabilit de artiști, incluzând un spectru variat de genuri muzicale și personalități. Printre artiștii prezenți la ediția 2021 se numără și Aurora, Asaf Avidan, Slowthai, Dubioza Kolektiv, iamddb, Alternosfera și mulți alții.

### 2022
Ediția următoare a festivalului (EC8) a avut loc între 13-17 iulie și a adus peste 272.000 de participanți pe durata celor 5 zile de festival la Castel. Festivalul a implementat pentru prima dată conceptul de EC Village, un spațiu comun pentru toți participanții care au fost cazați în zona de camping din apropierea festivalului. Campingul sold out a binevenit 15.000 de oameni, iar scena dedicată din camping a fost una dintre cele 10 scene de muzică din cadrul festivalului. 
Pe celelalte scene au urcat sute de artiști, printre care cei mai așteptați au fost: Twenty One Pilots, Gorillaz, Disclosure, Moderat, Caribou, Editors, Mogwai, Yves Tumor, WhoMadeWho, DJ Seinfeld, Apashe, Lola Marsh sau Balming Tiger.

### 2023
Ediția cu numărul 9 a avut loc între 19-23 iulie 2023. Headlinerii ediției au fost artiști precum George Ezra, care a marcat debutul său în România, și legenda punk Iggy Pop. Printre reveniri demne de remarcat s-au numărat trupa eterică islandeză, Sigur Ros, Nothing But Thieves și Pendulum, care au revenit cu un act live după o pauză de un deceniu.
Alți artiști care au completat afișul pentru EC9 au fost: Macklemore, Jamie xx, Tash Sultana, Yung Lean, Morcheeba, Frank Carter and the Rattlesnakes, Orbital (formație) și Noga Erez.
Festivalul a găzduit, de asemenea, o noapte specială în onoarea celei de-a 25-a aniversări a Hospital Records, cu showuri care i-a avut în prim plan pe Netsky, Metrik, Flava D sau London Elektricity. În total, peste 232.000 participanți au luat parte la a noua ediție de festival.

### 2024
A zecea ediție a Electric Castle a avut loc între 17 și 21 iulie 2024, adunând 274.000 de participanți - o adevărată reuniune de familie!

EC10 a surprins iubitorii de muzică cu o varietate de stiluri muzicale aduse de peste 250 de artiști pe cele 12 scene ale festivalului. Cu Massive Attack și Bring Me The Horizon în prim-plan, festivalul a fost plin de momente memorabile. Printre aparițiile notabile s-au numărat senzația afrobeat Rema și show-urile live pline de energie ale lui Sean Paul și Chase and Status (LIVE), muzica irezistibilă a lui Paolo Nutini, legendarul DJ Ricardo Villalobos, și influențele muzicii globale pe care le aduc cei din Khruangbin.

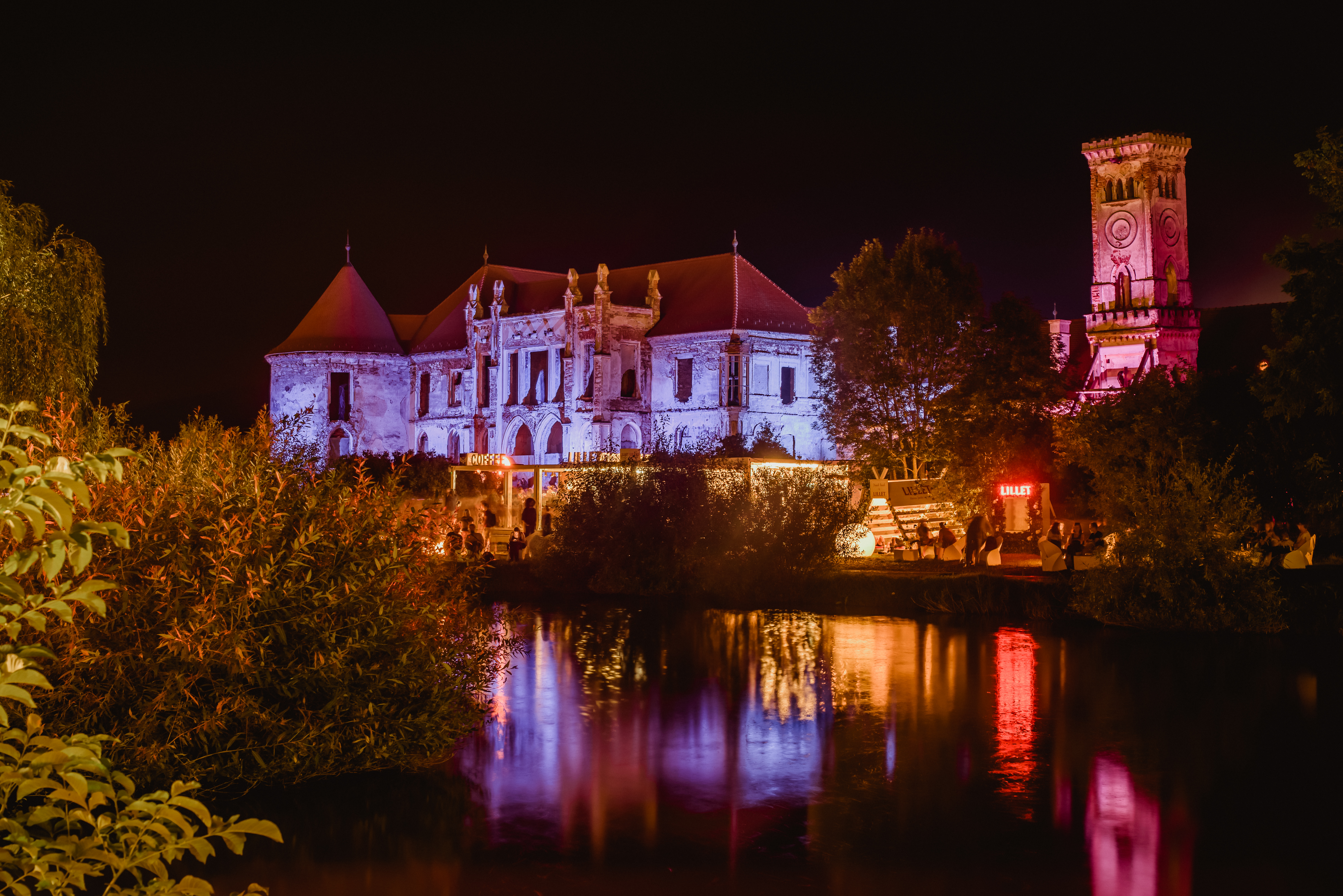
Castelul Banffy în timpul Electric Castle

## Castelul Bánffy
Castelul Bánffy (sau Castelul de la Bonțida) este un monument arhitectural în stil Baroque situat în Bonțida, un sat în vecinătatea orașului Cluj-Napoca, România. A fost construit în secolul 15 și a fost deținut de familia Bánffy. Proprietarul actual este Katalin Banffy.
Castelul a fost desecrat în timpul celui de-al doilea război mondial de către trupele germane și a fost neglijat în timpul perioadei comuniste; În momentul de față este restaurat de Transylvania Trust pentru a fi folosit ca centru cultural. Prin prezența Transylvania Trust și Institute of Historic Building Conservation, organizatorii International Built Heritage Conservation Training Centre, care are sediul în castel, restaurarea de înaltă calitate și protejarea pe termen lung este asigurată.
Electric Castle susține restaurarea castelului prin donații și campanii sociale.

## Impact asupra comunității
Prin intermediul festivalului comunitatea din Bonțida generează un venit semnificativ. Mulți localnici și-au transformat casele în moteluri și pensiuni pe timpul festivalului pentru a le închiria festivalierilor. De asemenea, unii localnici își transformă curțile în locuri de parcare sau de camping și oferă servicii de mâncare și băutură.
Organizatorii au reușit să strângă bani pentru restaurarea castelului, reușind să restaureze acoperișul și să toarne planșee cu ajutorul festivalierilor, prin campania Give me a Brick. Festivalierii pot dona o cărămidă sau mortar (echivalentul lor în bani) la orice bar din festival.
Prin implicarea continuă a sponsorilor festivalului, terenul de sport al scolii locale din Bonțida a fost restaurat și a fost cumpărat mobilier pentru sălile de clasă. Sponsorizarea s-a ridicat la 70.000 de euro.
De asemenea, Electric Castle ia măsuri pentru a reduce impactul asupra mediului. Alături de colectarea selectivă, festivalul se implică în reducerea consumului de plastic, împădurirea campingului, înlocuirea în fiecare an a covorului de iarbă de pe domeniul Banffy și reducerea consumului de apă, prin dușurile cu temporizator.

## Premii
- În 2013, Electric Castle a fost pe lista scurtă a European Festival Awards la categoria Best Medium Size Festival, fiind considerat unul din primele 10 festivaluri din Europa, la această categorie. [22]
- În 2014 festivalul a fost din nou pe lista scurtă la European Festival Awards la categoria Best Medium Size Festival.
- În 2015 festivalul a fost pentru a treia oară pe lista scurtă la European Festival Awards la categoria Best Medium Size Festival.
- În 2017 festivalul a fost pentru a patra oară pe lista scurtă la European Festival Awards la categoria Best Medium Size Festival.
- În 2017 Electric Castle a primit premiul de Best Camping Award, la European Festival Awards.
- În 2018 festivalul a fost pentru a cincea oară pe lista scurtă la European Festival Awards la categoria Best Medium Size Festival.
- În 2018 Electric Castle a primit premiul de Best Food & Drinks Award, la European Festival Awards.
- În 2019, festivalul a fost pe lista scurtă la European Festival Awards la categoria Green Operations.
- În 2019, festivalul a primit premiul de Best Medium Sized Festival la European Festival Awards.[23]